# Liza Braconnier
Pour les articles homonymes, voir Braconnier.
Liza Braconnier est une actrice française.

## Filmographie partielle

### Cinéma
- 1968 : L'Authentique Procès de Carl-Emmanuel Jung de Marcel Hanoun : la fille de Jung
- 1968 : Baisers volés de François Truffaut : la prostituée triste
- 1968 : Les Gauloises bleues de Michel Cournot : infirmière
- 1970 : L'Étalon de Jean-Pierre Mocky : Mme Leplanchet
- 1972 : L'Étrangleur de Paul Vecchiali : la fille dans le café
- 1974 : Le Seuil du vide de Jean-François Davy
- 1974 : Un linceul n'a pas de poches de Jean-Pierre Mocky : Mme Culli
- 1974 : Femmes Femmes de Paul Vecchiali
- 1975 : Que la fête commence... de Bertrand Tavernier : la servante de Louis XV
- 1975 : Change pas de main de Paul Vecchiali : Madame Mado
- 1976 : Le Juge et l'Assassin de Bertrand Tavernier : la religieuse de l'hôpital
- 1977 : Des enfants gâtés de Bertrand Tavernier : Danièle Joffroy
- 1977 : Le Théâtre des matières de Jean-Claude Biette
- 1977 : L'Imprécateur de Jean-Louis Bertuccelli
- 1978 : L'Argent des autres de Christian de Chalonge : la secrétaire des archives
- 1978 : La Machine de Paul Vecchiali : une psychiatre
- 1979 : Corps à cœur de Paul Vecchiali : Marcelle
- 1981 : La Provinciale de Claude Goretta
- 1981 : C'est la vie de Paul Vecchiali : Ève Artifice
- 1984 : Stress de Jean-Louis Bertuccelli
- 2005 : À vot' bon cœur de Paul Vecchiali

### Télévision
- 1974 : Un curé de choc (26 épisodes de 13 minutes) de Philippe Arnal
- 1979 : Le Crime des innocents (téléfilm) de Roger Dallier
- 1983 : Un manteau de chinchilla (téléfilm) de Claude Othnin-Girard
- 1989 : En cas de bonheur (série) de Paul Vecchiali